# Perfect Symmetry (album Keane)
Perfect Symmetry è il terzo album in studio del gruppo musicale britannico Keane, pubblicato il 13 ottobre 2008 dalla Island Records.

## Descrizione
Perfect Symmetry è il risultato di un processo di registrazione più rilassato e creativo rispetto a quello per Under the Iron Sea. Musicalmente, l'album segna un leggero distaccamento dalle sonorità piano rock caratteristiche del gruppo, con l'impiego di chitarre per la prima volta dai loro esordi musicali e un largo uso di sintetizzatori, così come la sperimentazione con altri strumenti, come il sassofono e arrangiamenti d'archi. Notevole è anche l'emergere di uno stile synth pop anni ottanta nella maggior parte dei brani come in Spiralling e in Again and Again. Uno dei pochi brani piano-driven dell'album è l'omonimo Perfect Symmetry.
La lista tracce è stata resa pubblica dal gruppo il 17 agosto 2008 attraverso il proprio sito ufficiale.
In questo album inoltre ha contribuito anche il bassista Jesse Quin, unitosi ai Keane a partire dal 2007 inizialmente come elemento di supporto dal vivo. Quin sarebbe divenuto un membro ufficiale soltanto tre anni più tardi.

## Tracce
Testi e musiche di Tim Rice-Oxley, Tom Chaplin e Richard Hughes.
1. Spiralling – 4:19
2. The Lovers Are Losing – 5:04
3. Better Than This – 4:03
4. You Haven't Told Me Anything – 3:47
5. Perfect Symmetry – 5:12
6. You Don't See Me – 4:03
7. Again and Again – 3:50
8. Playing Along – 5:35
9. Pretend That You're Alone – 3:47
10. Black Burning Heart – 5:23
11. Love Is the End – 5:38

CD bonus nell'edizione deluxe (Stati Uniti)
1. Spiralling (Demo Version) – 4:05
2. The Lovers Are Losing (Demo Version) – 5:18
3. Better Than This (Demo Version) – 4:48
4. You Haven't Told Me Anything (Demo Version) – 3:51
5. Perfect Symmetry (Demo Version) – 4:57
6. You Don't See Me (Demo Version) – 3:34
7. Again and Again (Demo Version) – 4:10
8. Playing Along (Demo Version) – 4:32
9. Pretend That You're Alone (Demo Version) – 4:28
10. Black Burning Heart (Demo Version) – 4:42
11. Love Is the End (Demo Version) – 4:43

DVD bonus nell'edizione deluxe (Regno Unito)
1. Documentary: The Making of the Album – 20:30
2. Track by Track Video Commentary by the Band – 13:04
3. Demo Versions of All Songs – 49:08
4. Spiralling: Live Rehearsal Footage – 3:43

## Formazione
Hanno partecipato alle registrazioni, secondo le note di copertina:
Gruppo
- Tom Chaplin – voce, chitarra
- Tim Rice-Oxley – tastiera, chitarra, percussioni, cori
- Richard Hughes – batteria, percussioni, cori

Altri musicisti
- Jesse Quin – basso, percussioni, cori, chitarra (traccia 10)
- Jum Hunt – sassofono (traccia 9)
- Anaël Train – cantato francese (traccia 10)
- Stephen Hussey – violino (traccia 11)
- Chris Fish – violoncello (traccia 11)
- Jo Silverston – sega musicale (traccia 11)
- Ian Harris – sega musicale (traccia 11)

Produzione
- Keane – produzione
- Jake Davies – ingegneria del suono
- Mark "Spike" Stent – missaggio, produzione aggiuntiva
- Scott Johnson – registrazione
- Stephen Marcussen – mastering
- Jon Brion – produzione aggiuntiva (traccia 4)
- Stuart Price – coproduzione (tracce 7 e 10)

## Classifiche
| Classifica (2008)         | Posizione massima |
| ------------------------- | ----------------- |
| Australia                 | 33                |
| Austria                   | 22                |
| Belgio (Fiandre)          | 10                |
| Belgio (Vallonia)         | 7                 |
| Canada                    | 7                 |
| Danimarca                 | 26                |
| Francia                   | 42                |
| Germania                  | 10                |
| Italia                    | 32                |
| Norvegia                  | 7                 |
| Nuova Zelanda             | 17                |
| Paesi Bassi               | 3                 |
| Portogallo                | 5                 |
| Regno Unito               | 1                 |
| Spagna                    | 12                |
| Stati Uniti               | 7                 |
| Stati Uniti (alternative) | 3                 |
| Stati Uniti (rock)        | 4                 |
| Svezia                    | 18                |
| Svizzera                  | 6                 |